# 항론파 선언
항론파 선언 ( Remonstrant Confession 또는 Declaration of the Remonstrant Pastors) 은 1621년에 있었던 항론파 목사들이 선포한 신앙고백을 말한다.
도르트 총회에서 저항파들의 예배가 금지된 이후로 1619년에 항론파들이 안트베르펜에 모여서 새로운 교회 공동체를 결성하였다.

## 내용
- 1장: 거룩한 말씀
- 2-6장: 하나님의 본성, 하나님의 사역, 섭리
- 7-10장: 그리스도의 사람에 대한 구원사역
- 11-16장: 그리스도인의 영적인 삶
- 17-20장: 하나님의 선택, 종말론
- 21-25장: 교회와 그리스도인의 사역

## 신학
이 신앙선언은 야코부스 아르미니우스의 신학이다. 하지만 아르미니우스주의에 국한되지 않는다. 아르미니우스 이전의 신학도 포함한다.
이 선언에는 소시니안주의를 반박하는 것이 포함되어 있다.
이 선언에는 인간의 전적 부패교리가 포함되어 있다.

## 같이 보기
- 아르미니우스주의